# Detroit (Oregon)
Detroit az Amerikai Egyesült Államok északnyugati részén, Oregon állam Marion megyéjében elhelyezkedő város, a salemi statisztikai körzet része. A 2020. évi népszámlálási adatok alapján 203 lakosa van.

## Története
A Detroit gát építése 1949-ben kezdődött; 1952-es elkészültekor a települést elárasztották, és az Oregon Route 22 mentén nyolcszáz méterre északnyugatra költöztették; városi rangot ugyanezen évben kapott.
A gazdaságban nagy szerepet tölt be a Detroit-tó közelsége által generált turizmus. 2001-ben jelentős aszály volt.
2010-ben Doug DeGeorge moteltulajdonos javasolta, hogy a Michigan állambeli, „bűntől, korrupciótól, csődöt mondó iskoláktól és ingatag autóipartól szenvedő” Detroittól való megkülönböztethetőség miatt a települést nevezzék át Detroit Lake-re, azonban a javaslat 47–37 arányban elbukott, és a michigani város lakosainak haragját váltotta ki. Ugyan a helység megtartotta eredeti nevét, egyes helyi lakosok és turisták Detroit Lake-nek nevezik. Gary Brown képviselő szerint az átnevezés hiba lett volna, mivel a michigani település hamarosan újra virágozni fog.
A 2020. szeptember 9-ei erdőtűzben a város jelentős része leégett; a lakosok egy része csapdába esett, de egy erdészeti úton kimenekültek. A 2021. februári havazásban itt esett a legtöbb csapadék (660 milliméter).

## Éghajlat
A város éghajlata mediterrán (a Köppen-skála szerint Csb).
| Hónap                                   | Jan. | Feb. | Már. | Ápr. | Máj. | Jún. | Júl. | Aug. | Szep. | Okt. | Nov. | Dec. | Év   |
| --------------------------------------- | ---- | ---- | ---- | ---- | ---- | ---- | ---- | ---- | ----- | ---- | ---- | ---- | ---- |
| Átlagos max. hőmérséklet (°C)           | 4,8  | 8,3  | 10,2 | 14,5 | 18,8 | 22,4 | 27,6 | 27,3 | 24,0  | 16,9 | 10,3 | 6,0  | 16,0 |
| Átlagos min. hőmérséklet (°C)           | −2,8 | −1,3 | −0,8 | 1,1  | 4,4  | 7,6  | 8,8  | 8,7  | 6,1   | 3,2  | 0,4  | −1,3 | 2,9  |
| Átl. csapadékmennyiség (mm)             | 361  | 253  | 230  | 128  | 94   | 60   | 13   | 30   | 76    | 193  | 301  | 355  | 2094 |
| Forrás: Western Regional Climate Center |      |      |      |      |      |      |      |      |       |      |      |      |      |

## Népesség
A 2010-es népszámláláskor a városnak 202 lakója, 96 háztartása és 59 családja volt. A népsűrűség 132,9 fő/km2. A lakóegységek száma 368, sűrűségük 242,1 db/km2. A lakosok 95,5%-a fehér,  1,5%-a indián,    3%-a pedig kettő vagy több etnikumú. A spanyol vagy latino származásúak aránya 3% (   )
A háztartások 19,8%-ában élt 18 évnél fiatalabb. 53,1% házas, 7,3% egyedülálló nő, 1% egyedülálló férfi, 38,5% pedig nem család. 30,2% egyedül élt; 9,4%-uk 65 éves vagy idősebb. Egy háztartásban átlagosan 2,1 személy élt; a családok átlagmérete 2,64 fő.
A medián életkor 51,4 év volt. A város lakóinak 18,3%-a 18 évesnél fiatalabb, 4% 18 és 24 év közötti, 13,9%-uk 25 és 44 év közötti, 48,1%-uk 45 és 64 év közötti, 15,8%-uk pedig 65 éves vagy idősebb. A lakosok 49,5%-a férfi, 50,5%-a pedig nő.

## Oktatás
A város diákjai a Santiam Canyon Tankerület iskoláiban tanulnak.

## Fordítás
- Ez a szócikk részben vagy egészben  a   Detroit, Oregon című angol Wikipédia-szócikk ezen változatának fordításán alapul.  Az eredeti cikk szerkesztőit annak laptörténete sorolja fel. Ez a jelzés csupán a megfogalmazás eredetét és a szerzői jogokat jelzi, nem szolgál a cikkben szereplő információk forrásmegjelöléseként.